# Uwe Bönsch
Uwe Bönsch (* 15. Oktober 1958 in Halle (Saale)) ist ein deutscher Schachgroßmeister. Er war bis 2013 Bundestrainer des Deutschen Schachbundes.

## Werdegang
Im Alter von fünf Jahren erlernte er von seinem Vater Ernst Bönsch das Schachspiel. Bereits fünf Jahre später zeigte sich sein großes Talent bei der ersten Jungpionier-Meisterschaft der Deutschen Demokratischen Republik (DDR). Diese fand im Oktober 1968 in Halle-Neustadt statt. Er siegte souverän mit sechs Punkten aus sieben Partien und blieb dabei ohne Niederlage.
1974 wurde er DDR-Jugendmeister. Fortan gehörte er sowohl auf der nationalen als auch auf der internationalen Ebene zu den erfolgreichsten Schachspielern Deutschlands. 1995 gewann er das Schachfestival Bad Wörishofen vor Felix Levin.
In den 1990er Jahren schrieb er, teils als Coautor seines Vaters, diverse schachwissenschaftliche Veröffentlichungen.
Von 1997 bis 2013 fungierte er als Bundestrainer beim Deutschen Schachbund. In seine Amtszeit fallen mit dem zweiten Platz bei der Schacholympiade 2000 in Istanbul und dem Gewinn der Mannschaftseuropameisterschaft 2011 in Porto Carras zwei der größten Erfolge der deutschen Nationalmannschaft. 1998 wurde er Mitglied der Trainerkommission des Weltschachverbandes. Seit 1999 ist er A-Lizenztrainer des Deutschen Schachbundes. 2004 erhielt er den Titel FIDE Senior Trainer.

## Mannschaftsschach

### Nationalmannschaft
Bönsch nahm mit der Mannschaft der DDR an den Schacholympiaden 1988 und 1990 teil.

### Vereine

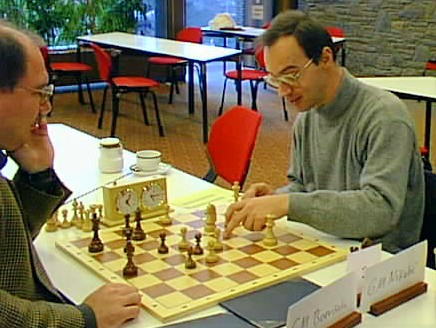
Uwe Bönsch und Predrag Nikolić, Schachbundesliga 1998 in Solingen

In der DDR spielte Bönsch für BSG Buna Halle-Neustadt, bei dem er 13-jährig bereits in der ersten Mannschaft in der Oberliga spielte und mehrmals die DDR-Meisterschaft gewann. Nach der deutschen Wiedervereinigung spielte Bönsch von 1990 bis 2012 in der 1. Bundesliga. Von 1990 bis 1995 spielte er beim FC Bayern München, mit diesem wurde er 1991, 1992, 1993 und 1995 deutscher Mannschaftsmeister und gewann 1992 den European Club Cup. Von 1995 bis 1997 spielte Bönsch beim SV Empor Berlin, von 1997 bis 2000 beim Dresdner SC, von 2000 bis 2002 bei König Plauen, von 2002 bis 2009 beim TV Tegernsee, von 2009 bis 2011 erneut beim FC Bayern München; seit der Saison 2011/12 spielt er beim USV TU Dresden, bei dem er zunächst in der 1. Bundesliga, in den beiden folgenden Spielzeiten in der 2. Bundesliga und seit der Saison 2014/15 wieder in der 1. Bundesliga antrat.
In Österreich spielt Bönsch seit 2001 beim SK Sparkasse Jenbach, mit dem er 2010, 2011, 2013 und 2015 österreichischer Mannschaftsmeister wurde.